# Carlos Metidieri
Carlos Metidieri (Votorantim, 18 december 1942) is een voormalig Amerikaans voetballer. In zijn carrière heeft hij bij verschillende clubs in de Verenigde Staten gespeeld. In 1971 werd hij topscorer in de North American Soccer League.

## Prijzen
- Topscorer North American Soccer League: 1971
- NASL Most Valuable Player Award: 1970, 1971